# Каптагон (наркотик)
Каптагон — наркотические таблетки, распространённые в ряде стран Ближнего Востока. Существовало много независимых производителей каптагона, объединённых лишь дизайном клише для таблеток, воспроизводившим внешний вид одноимённого медицинского препарата, запрещённого и снятого с производства в 1986 году. Основным ингредиентом являлся метамфетамин разной степени чистоты. Центром нелегального производства и распространения каптагона начиная с 2012 года считалась Сирия, основные доходы от торговли наркотиком по-видимому получал правящий клан Сирии. На некоторых членов правящей верхушки Сирии были наложены персональные санкции в связи с их участием в организации производства наркотика и наркоторговле. В конце 2024 года, по мере продвижения войск оппозиции к Дамаску, масштаб нелегальной торговли каптагоном снизился. После падения режима Башара аль-Асада пришедшее ему на смену переходное правительство заявило о планах покончить с производством наркотика на территории страны. Контакты нового руководства Сирии с ключевыми фигурами нелегального оборота каптагона а также продолжающиеся поставки в соседние страны позволяют поставить под сомнение решительность объявленной борьбы.